# Межиріч (Павлоградський район)
Межи́річ — село в Україні, центр Межиріцької сільської громади Павлоградського району Дніпропетровської області. Населення за переписом 2001 року становить 4174 особи.

## Географія
Село Межиріч знаходиться на лівому березі річки Вовча, вище за течією на відстані 1 км розташоване селище Новоселівське, нижче за течією на відстані 1,5 км розташоване село Червона Нива, на протилежному березі — місто Павлоград та село Веселе.
Поруч проходять автомобільна дорога М04 (E50) і залізниця, платформа 121 км за 1,5 км і роз'їзд Межерічі за 3 км.

## Назва
Межиріч з навколишніми селами знаходяться в межиріччі двох річок — Вовчої і Самари. Ця особливість місцевості послужила топонімічної основою назви села Межиріч.

## Історія
В урочищі, на злитті двох повноводних річок Вовчої і Самари в 1689 році, виникло поселення Межирік[джерело?]. З середини XVI століття тут починає діяти козацтво, яке виникло на правобережжі Дніпра. Уже в 1705 році татари та нагайці визнали, що усі землі в міжріччі річок Самари і Вовчої були закріплені за Запорізькою Січчю. Першими поселенцями, які поклали початок історії с. Межиріч, були відставні військові старшини з своїми родинами та хлопцями-наймитами. В 1782 році тут проживає 745 мешканців[джерело?] і засновується козацька слобода.
Станом на 1886 рік у селі Дмитрівської другої волості Павлоградського повіту Катеринославської губернії мешкало 1676 осіб, налічувалось 275 дворів, існували православна церква, школа та пивоварний завод.

## Населення

### Мова
Розподіл населення за рідною мовою за даними перепису 2001 року:
| Мова            | Кількість | Відсоток |
| --------------- | --------- | -------- |
| українська      | 3962      | 94.92%   |
| російська       | 195       | 4.67%    |
| вірменська      | 11        | 0.27%    |
| білоруська      | 3         | 0.07%    |
| інші/не вказали | 3         | 0.07%    |
| Усього          | 4174      | 100%     |

## Економіка
- НВО «Павлоградський хімічний завод».
- «Межиріч», сільськогосподарський кооператив.
- ТОВ «Зоря».

## Сучасний стан— соціальна сфера

### Освітні заклади (школа, дитсадок, інше)
- Межиріцький ліцей;
- Межиріцька ЗОСШ № 2;
- Дитячий садок «Сонечко»;
- Дитячий садок «Веселка»;
- Дитячий будинок «Моя родина».

### Заклади охорони здоров'я
- Амбулаторія загальної практики сімейної медицини;
- Аптека.

### Культурно-просвітні заклади
- Будинок культури;
- Школа естетичного виховання;
- Сільська бібліотека;
- Музей.

## Історичні пам'ятники
- Мавринський майдан — спорудження, що являє собою земляні вали, висотою кілька метрів, розташовані особливим, традиційним для подібних будівель, образом. У центрі завжди розташовується кільцева насип, з кількома вузькими проходами назовні, і поглибленням всередині. Місцеві дослідники вважають, що стародавні жителі збиралися тут для проведення ритуалів, пов'язаних з ключовими моментами сонячного циклу.

- Меморіальний комплекс:

1. Братська могила партизан громадянської війни — рік поховання 1918 (25 чоловік).
2. Дві братські могили радянських воїнів — рік поховання 1943 (поховано 64 чол.)

- Пам'ятник піонерам-героям Г.Бровченку та О.Черевику, які загинули в 1942 році.

- Пам'ятник першим жінкам-трактористкам М. А. Калюжній та Ф. В. Безбатько.(1955 р.)
- Військова дільниця (поховано 100 військовополонених. Рік поховання 1943)
- Братська могила жертв фашизму (сім'я Орлових, рік поховання 1943)
- Пам'ятник танкістам 8-ї танкової дивізії 25-го танкового корпусу (танк ІС-3 1941-1943 рр.)
- Чотири індивідуальні могили радянських воїнів. Рік поховання 1943.

## Природоохоронні території
- Поблизу села розташований ландшафтний заказник місцевого значення Урочище Могила Баба.

## Релігія
В селі знаходиться Свято-Успенський храм (вул. Нечуя-Левицького) освячений 13 січня 2014 року.

## Екологія
- На відстані 1,5 км від села розташований Павлоградський хімічний завод (виробництво вибухових речовин, ракетного палива, спорядження боєприпасів, твердопаливних ракет. Утилізація боєприпасів і твердопаливних виробів[3]).

## Видатні особистості
- Обдула Іван Семенович (1928–2000) — кавалер Орденів Трудового Червоного Прапора, Жовтневої Революції; удостоєний двох золотих медалей «За досягнуті успіхи в розвитку народного господарства СРСР». Почесний Громадянин Павлоградського району.

## Галерея

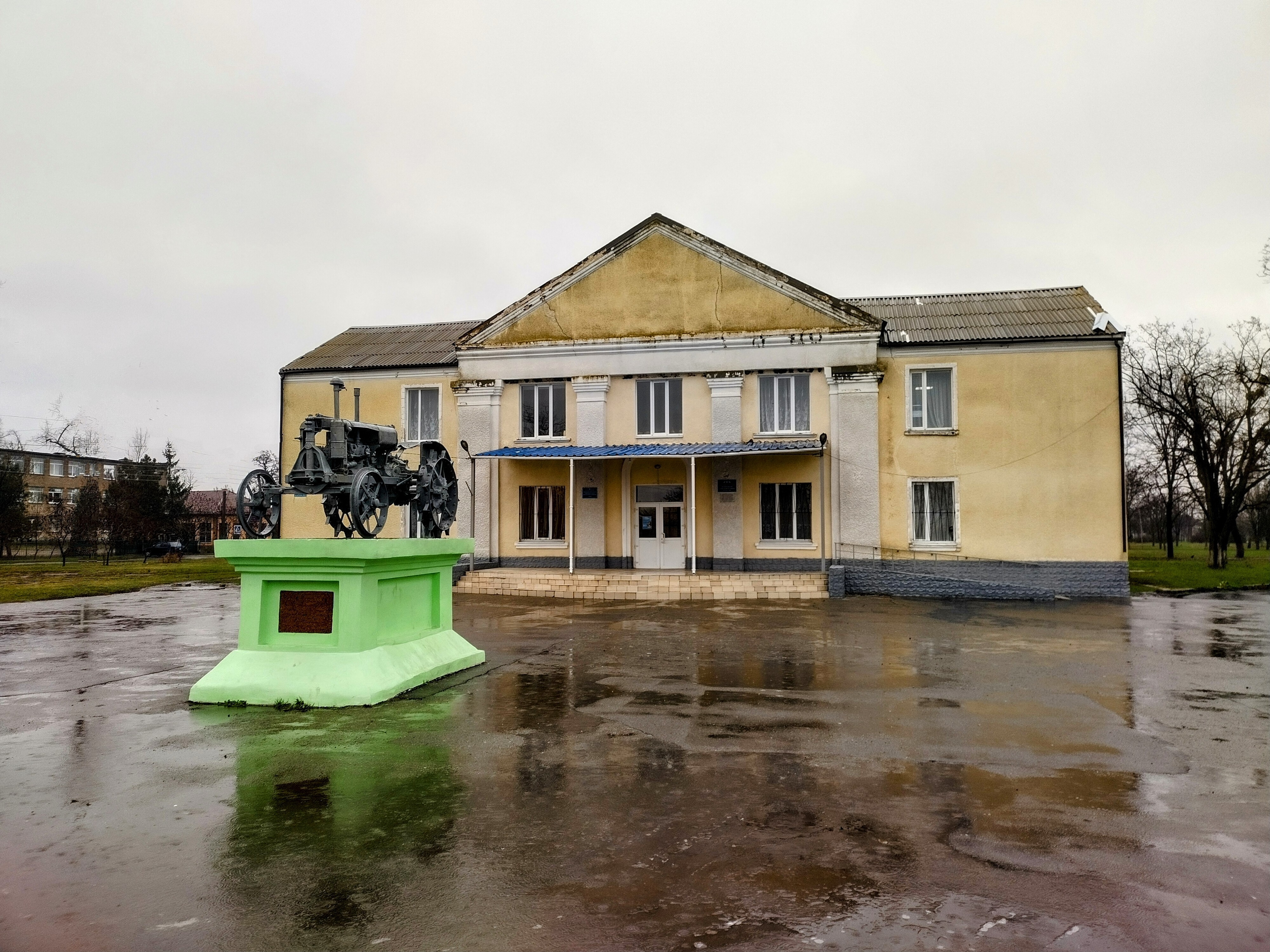
Будинок культури та пам'ятник першим жінкам-трактористкам
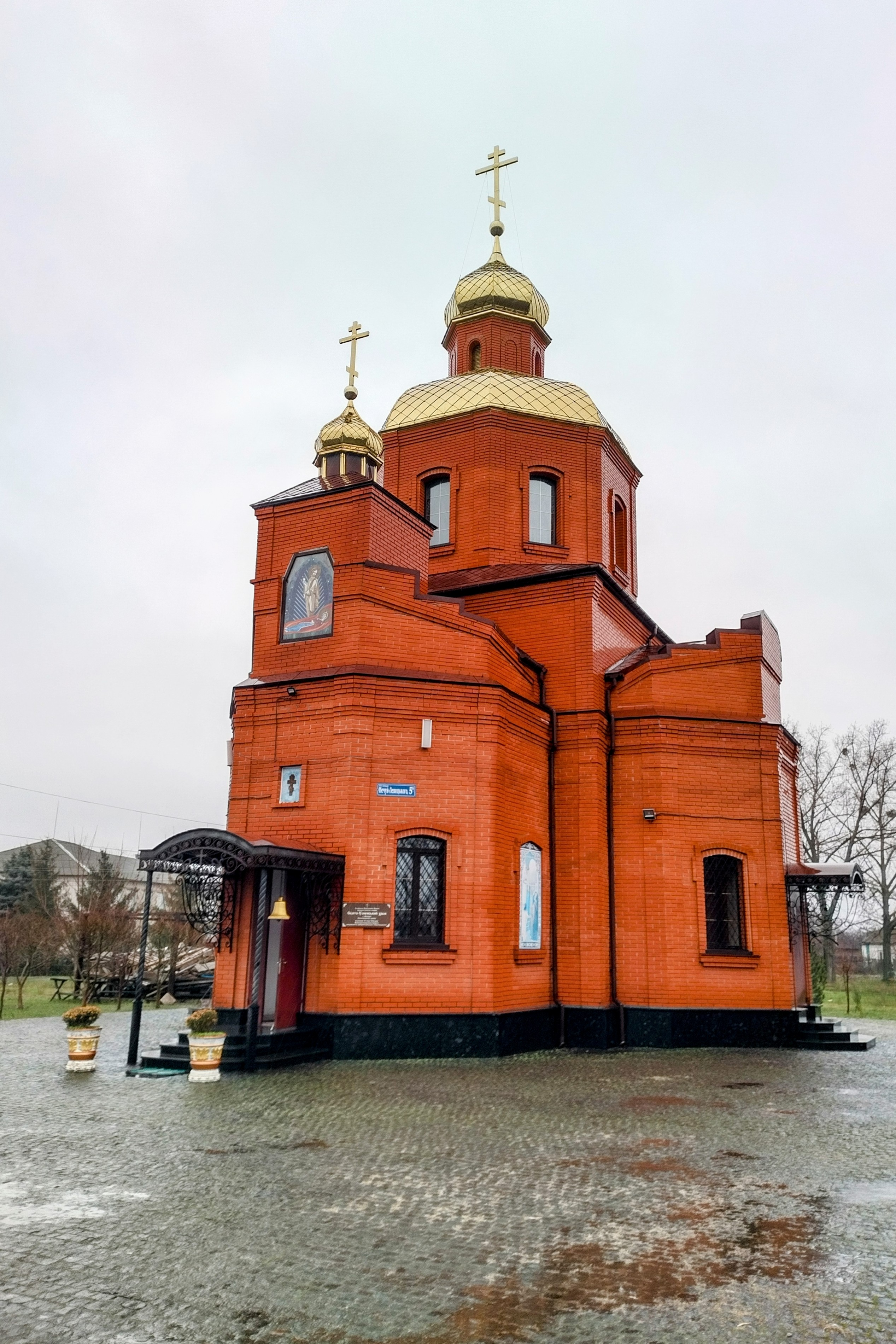
Свято-Успенський храм
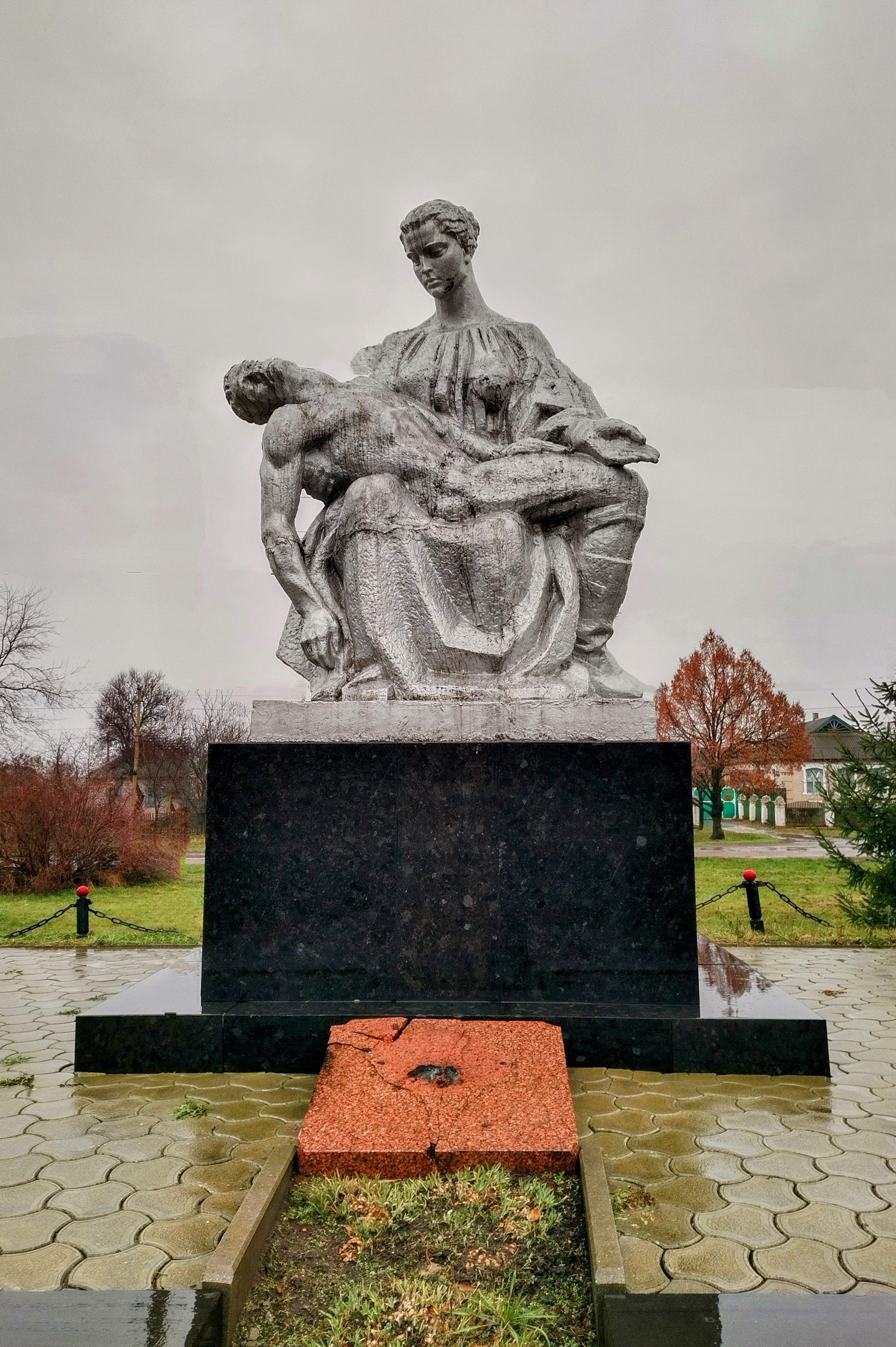
Військовий меморіал
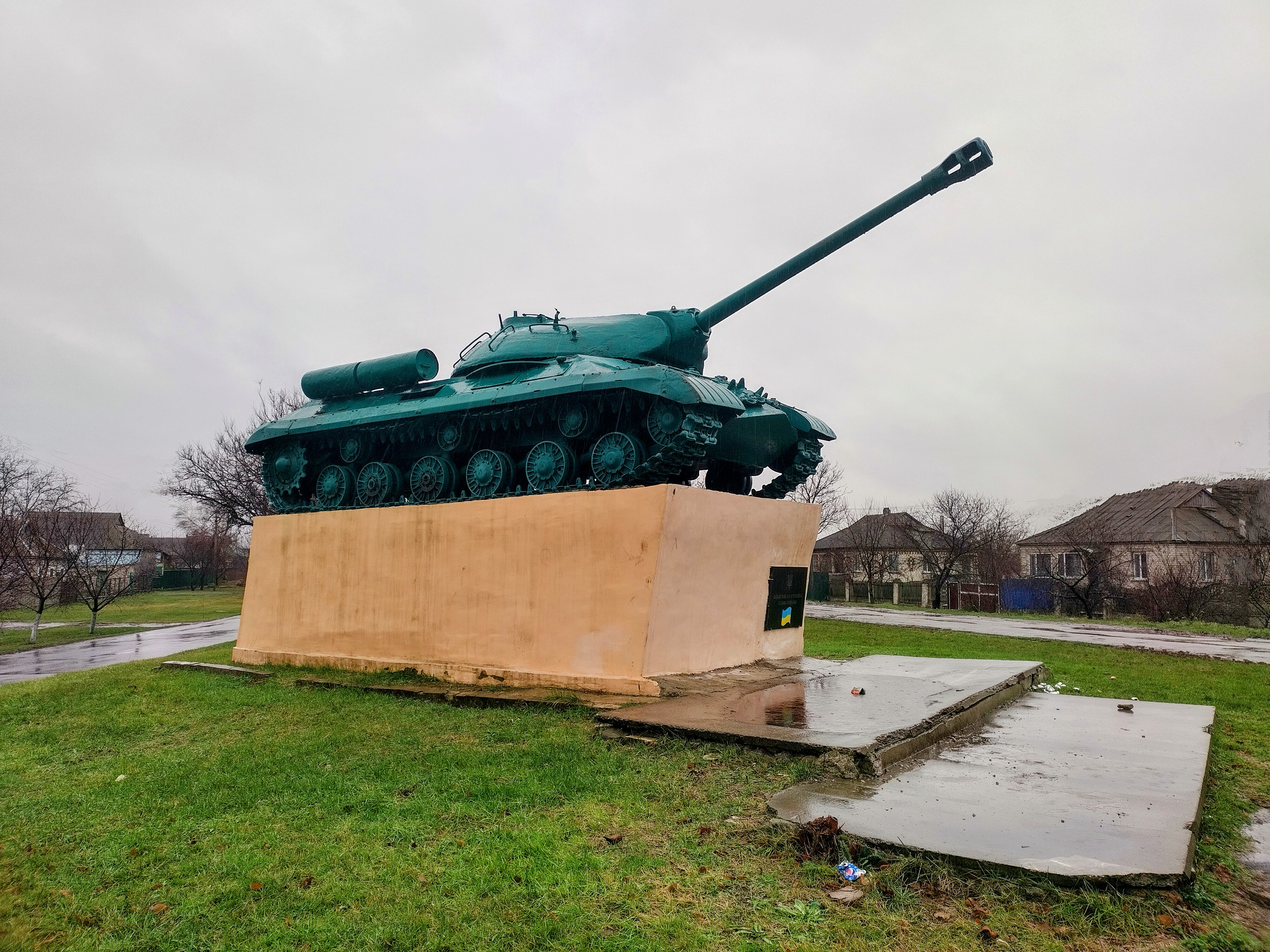
Пам'ятник танкістам (ІС-3)